# Інтернаціональна готика

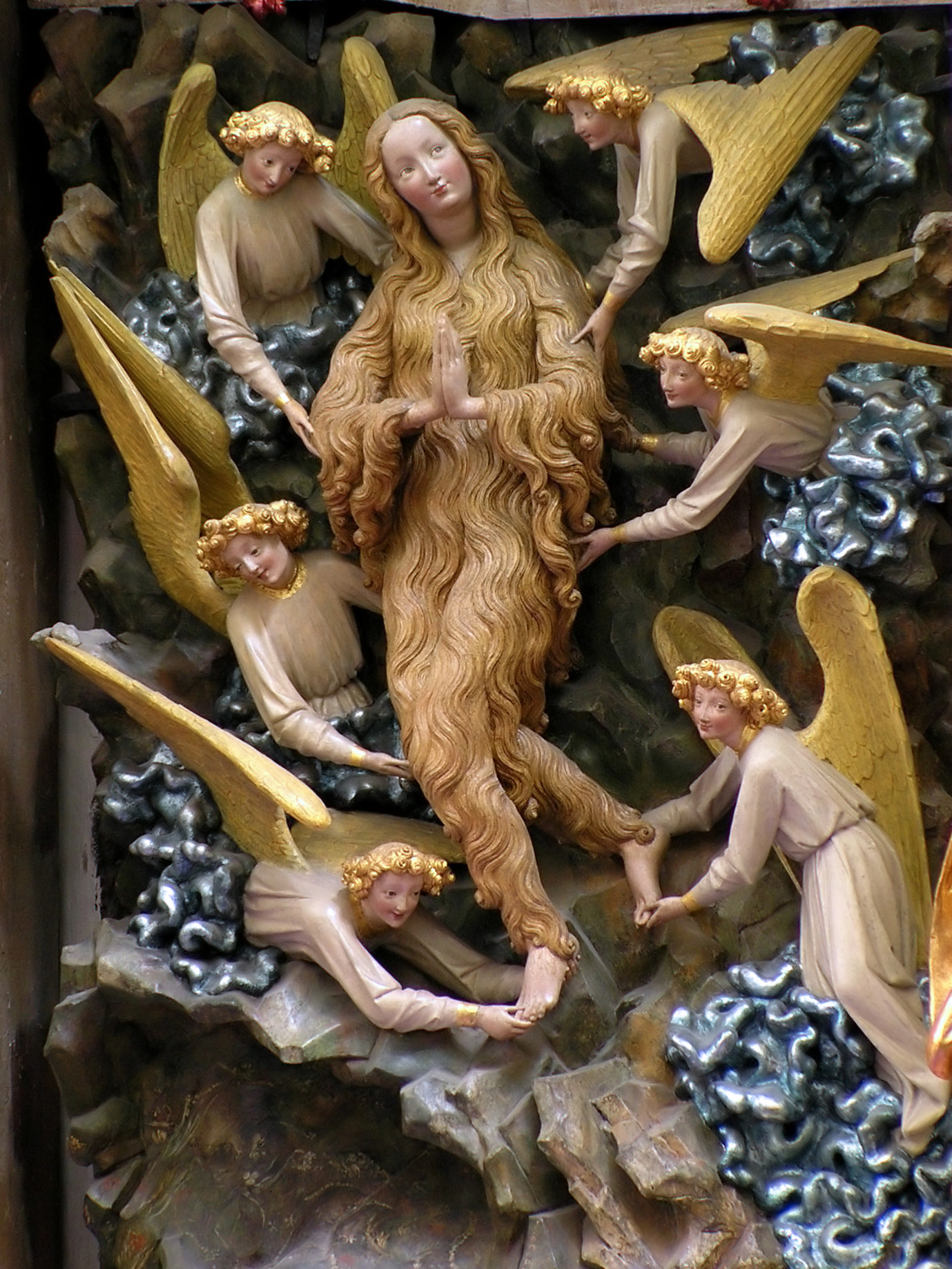
Марія Магдалина і ангели, кін. XIV ст. (?), з ганзейського міста Торунь, Польща.

Інтернаціональна готика — стилістичний напрямок і період у готичному мистецтві, що розвинувся у Бургундії, Богемії, Франції і Північній Італії в кінці XIV і на початку XV століття. Він поширився всією Західною Європою, звідки походить назва періоду, яка була запропонована французьким істориком мистецтва Луї Куражо наприкінці XIX століття.
У цей період митці і твори мистецтва, що могли транспортуватися (такі як рукописні книги), багато подорожуючи по всьому континенту, створювали спільне естетичне середовище серед королівських сімей та вищої знаті і значно зменшували відмінності між національними стилями у творах, виконаних для придворної еліти. Основного впливу напрямок набув у північній Франції, Бургундському герцогстві, при імператорському дворі у Празі і в Італії. Королівські шлюби, як наприклад, між Річардом II і Анною Богемською, також сприяли поширенню стилю.
Спершу це був стиль аристократичної вишуканості, проте надалі поширився у дещо більш грубих версіях на мистецтво, замовником якого були новий торговий клас і дрібна знать. У Північній Європі «пізньоготичне» продовження інтернаціональної готики, особливо в декоративних елементах, можна зустріти до початку XVI століття, оскільки нової декоративної мови, яка могла б замінити його, не виникло до періоду класицизму. Використання терміна мистецтвознавцями певною мірою різниться, і у порівнянні з іншими його використовують рідше. Деякі мистецтвознавці вважають термін у «багатьох відношеннях… не дуже корисним … оскільки він має тенденцію не дуже заглиблюватися ні у відмінності ні у деталі процесу»..

## Розвиток

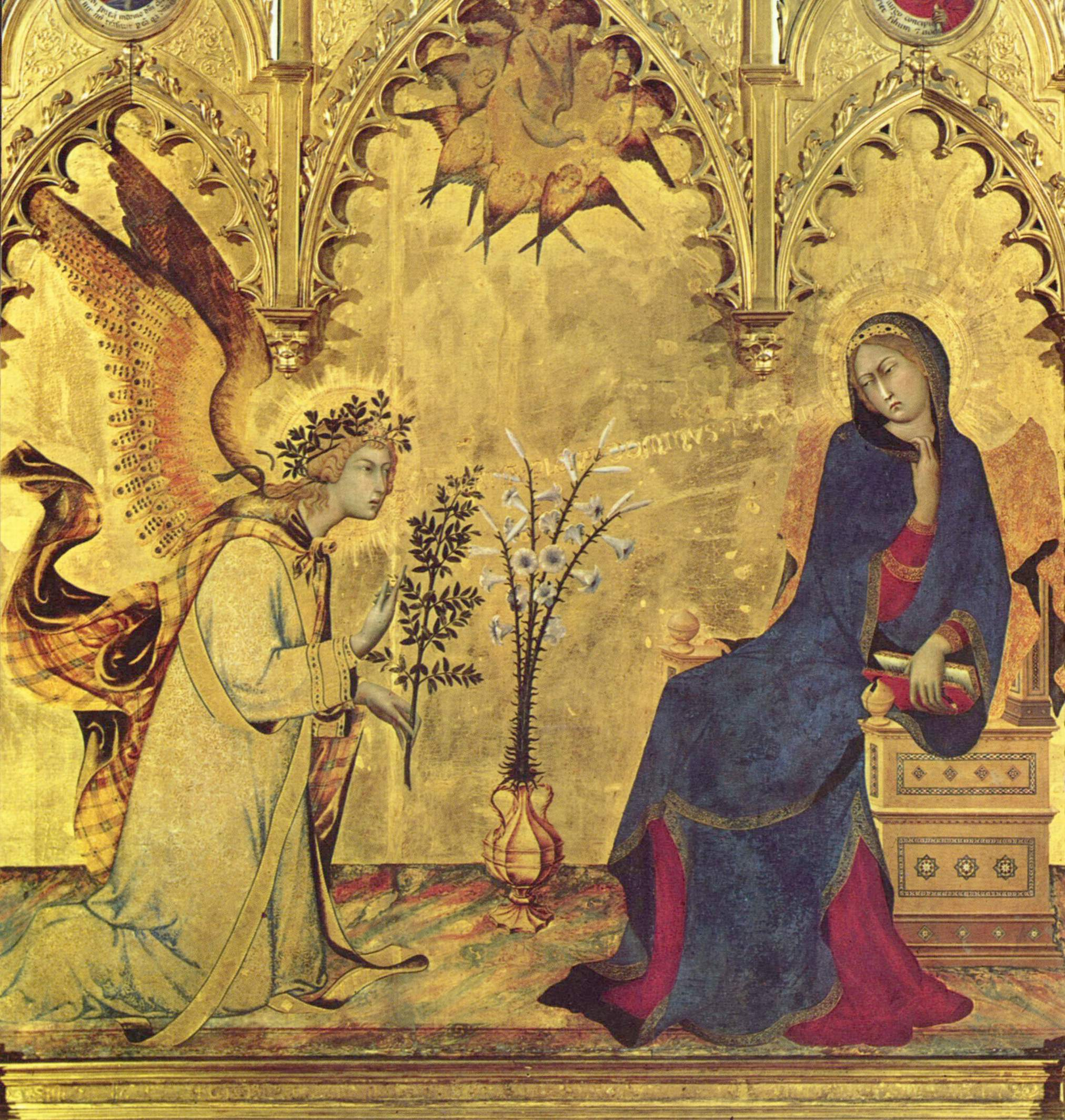
Фрагмент триптиха «Благовіщення» (1333) сієнця Сімоне Мартіні, Уффіці.

Важлива для стилю Богемська версія, що розвинулась при дворі священого римського імператора в Празі Карла IV, на короткий період стала провідною силою у розвитку європейського мистецтва. Карл IV походив з Люксембурзької династії, навчався у майбутнього папи Климента VI, в юності провів сім років при французькому дворі, а також двічі відвідував Італію. Разом з родинними зв'язками, це близько пов'язувало його з різними дворами Франції, в тому числі з Авіньйонським папством, і з 1363 року — з відокремленим Бургундським герцогством Пилипа Сміливого. Богемському стилю спершу бракувало подовжених постатей, які були характерні для інших центрів, проте були дуже поширеними яскраві і привабливі зображення жіночих персонажів. Карл мав щонайменше один італійський вівтар, певно виготовлений в Італії і надісланий до Праги, поблизу якої — в замку Карлштейн — він продовжує експонуватися. Для зведення в Празі Собору святого Віта Карл вперше скористався послугами французького архітектора, а потім німця, Петера Парлера.

## Королівські портрети
Низка центральних творів інтернаціональної готики — це донаторські портрети монархів з постатями святих, що в деяких випадках приймають донатора до Раю, як на мініатюрі у Великому часослові герцога Беррійського Святий Петро зустрічає герцога Беррійського і деяких його родичів біля воріт Раю. До цього періоду відносяться ранні зі збережених портретів монархів і королівських рукописів, що показують значне збільшення кількості реалістичних портретів монарха, що виступав замовником.

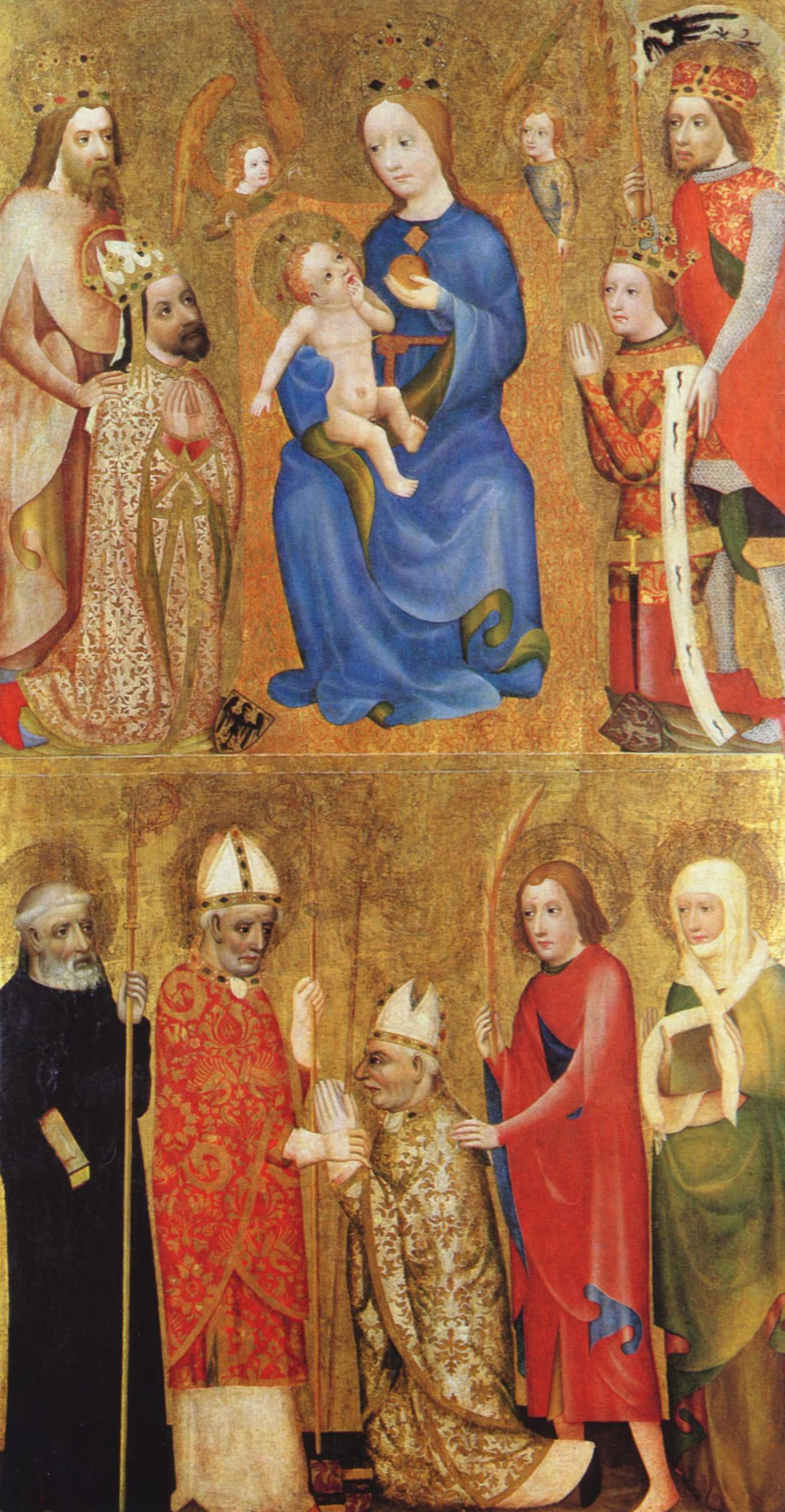
Імператор Карл IV (вгорі ліворуч) і його син (праворуч) перед Дівою Марією (фрагмент); Теодорік Празький, Богемія.
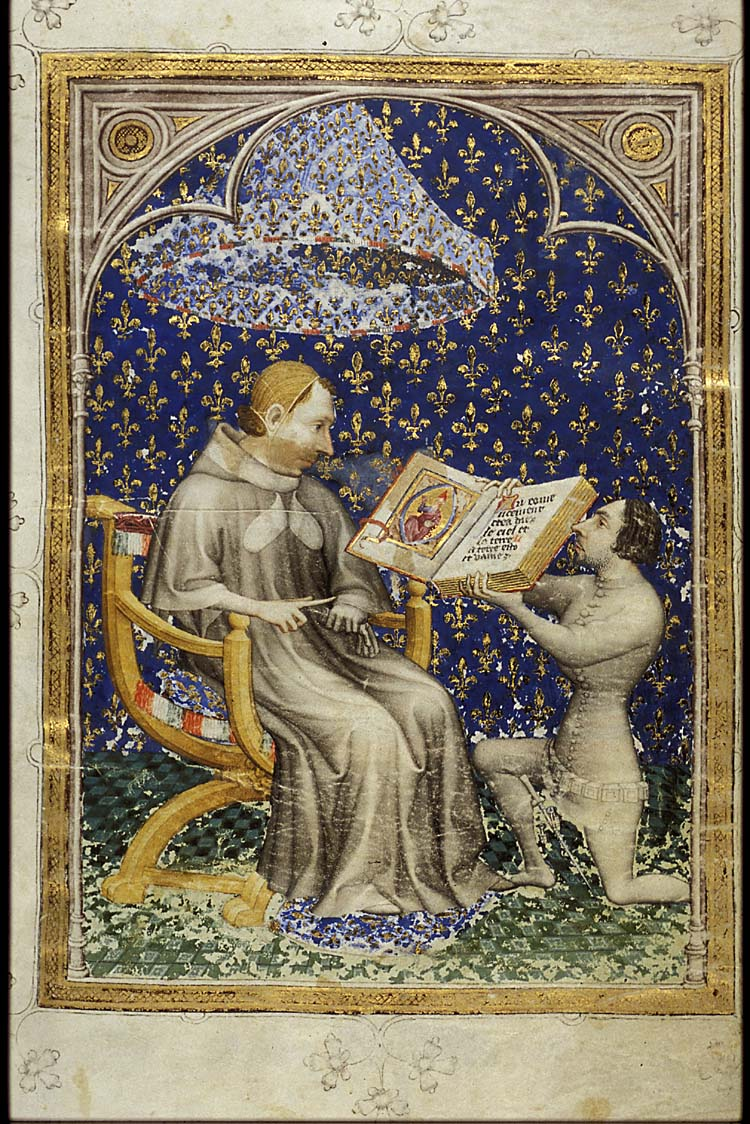
Камердинер короля Франції Карла V Жан де Водетар дарує королю манускрипт, 1372.
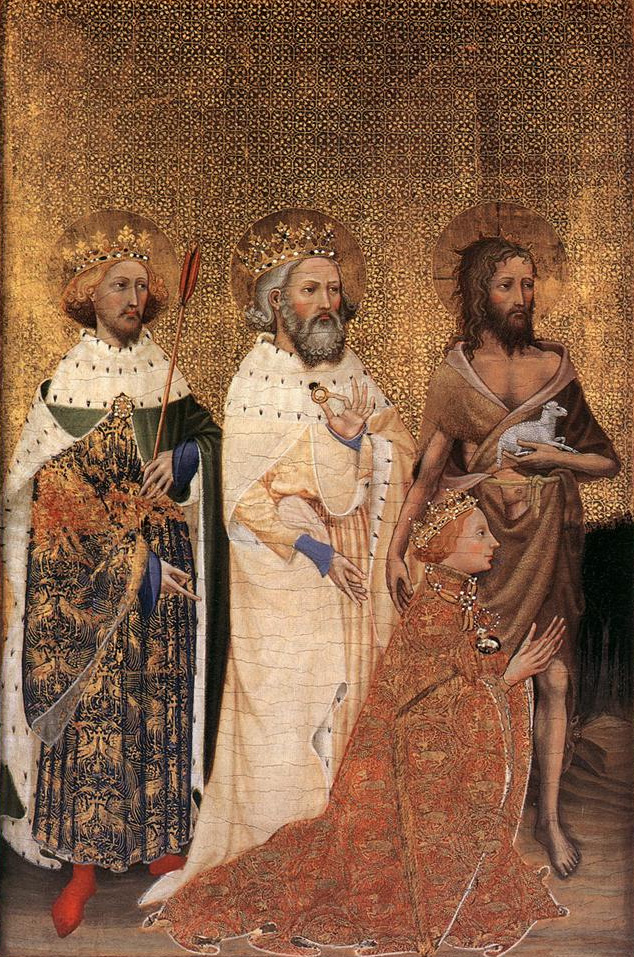
Ліва стулка Вілтонського диптиха; уклінний король Англії Річард II.
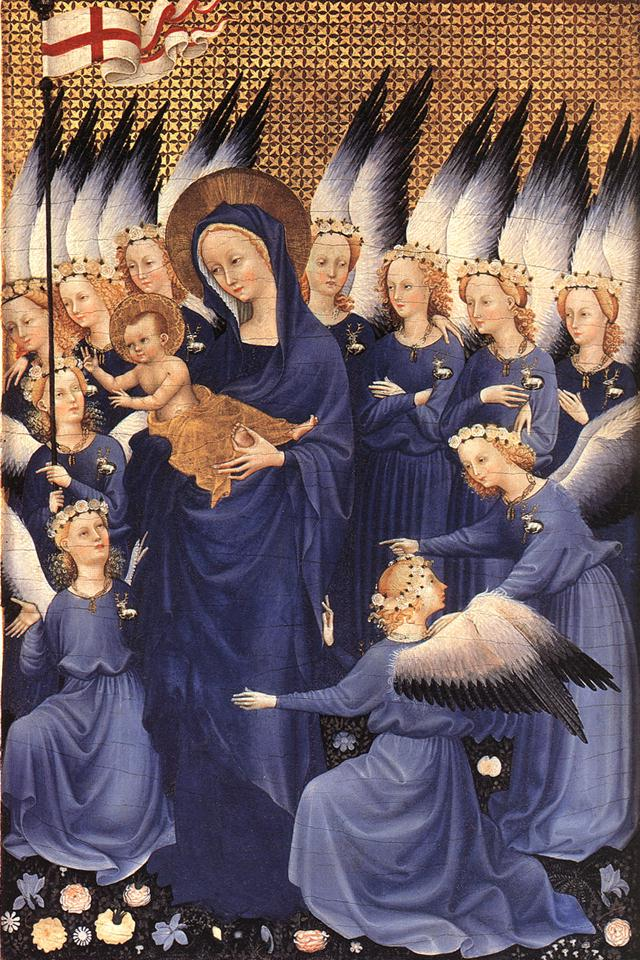
Права стулка Вілтонського диптиха, написаного англійським чи французьким майстром, 1395—1399.
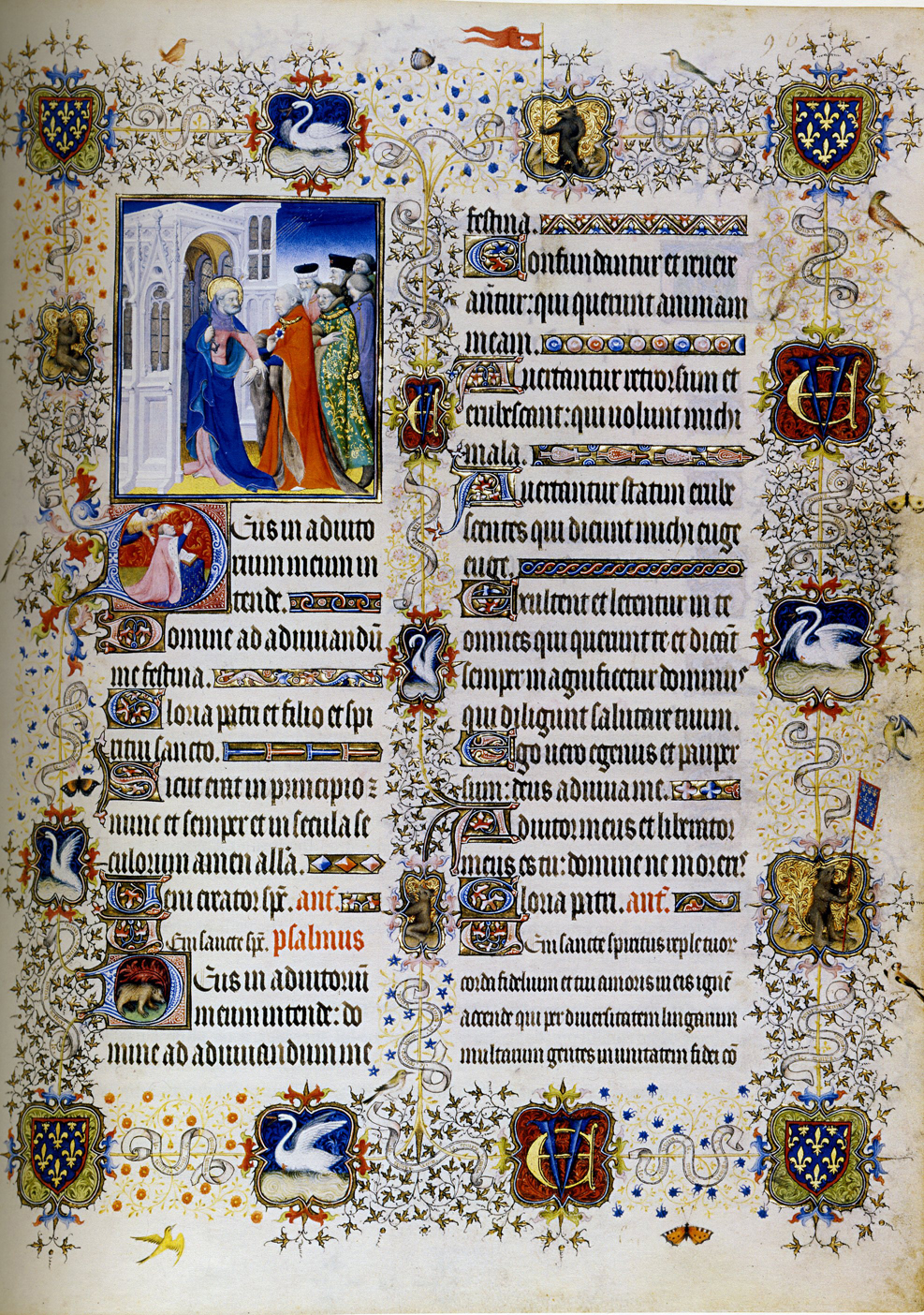
Великий часослов герцога Беррійського, сторінка 96, Святий Петро вітає Жана Беррійського біля воріт раю, 1407—1409.

## Кульмінаційний момент
В період, що тривав приблизно з 1390 по 1420 рік, близька відповідність між творами, створеними в Європі на великій відстані один від одного, була надзвичайною. На півночі мініатюри «Розкішного часослову» братів Лімбургів, в Італії «Поклоніння волхвів» Лоренцо Монако, а також скульптури і мініатюри в багатьох країнах зображають дуже стилізовані високі постаті, літніх чоловіків з вражаюче довгими бородами і впливових осіб. Постаті у біблійних сценах зодягнені в екзотичні вбрання, що були вільною інтерпретацією тогочасного одягу Близького Сходу і Візантії; багато персонажів, схоже, включались у композицію тільки для того, щоб показати ці костюми. Кількість постатей в багатьох стандартних релігійних сценах значно зросла; збільшилася чисельність кортежу волхвів, а сцена розп'яття часто стає переповненою людом подією. Це нововведення пережило сам стиль.

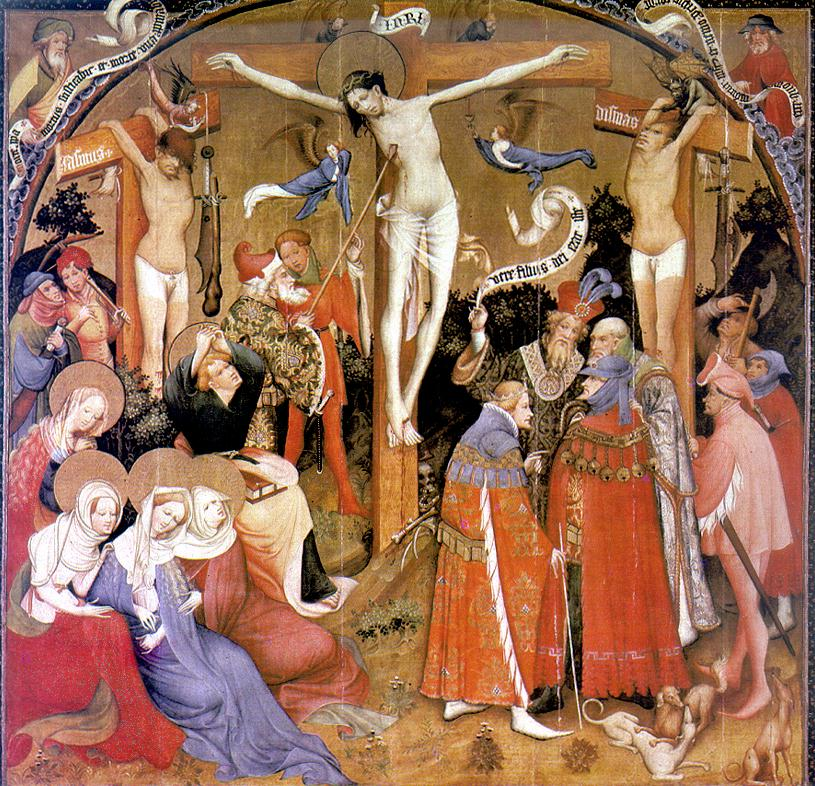
«Розп'яття» роботи Конрада фон Зоста з Дортмунда, 1403
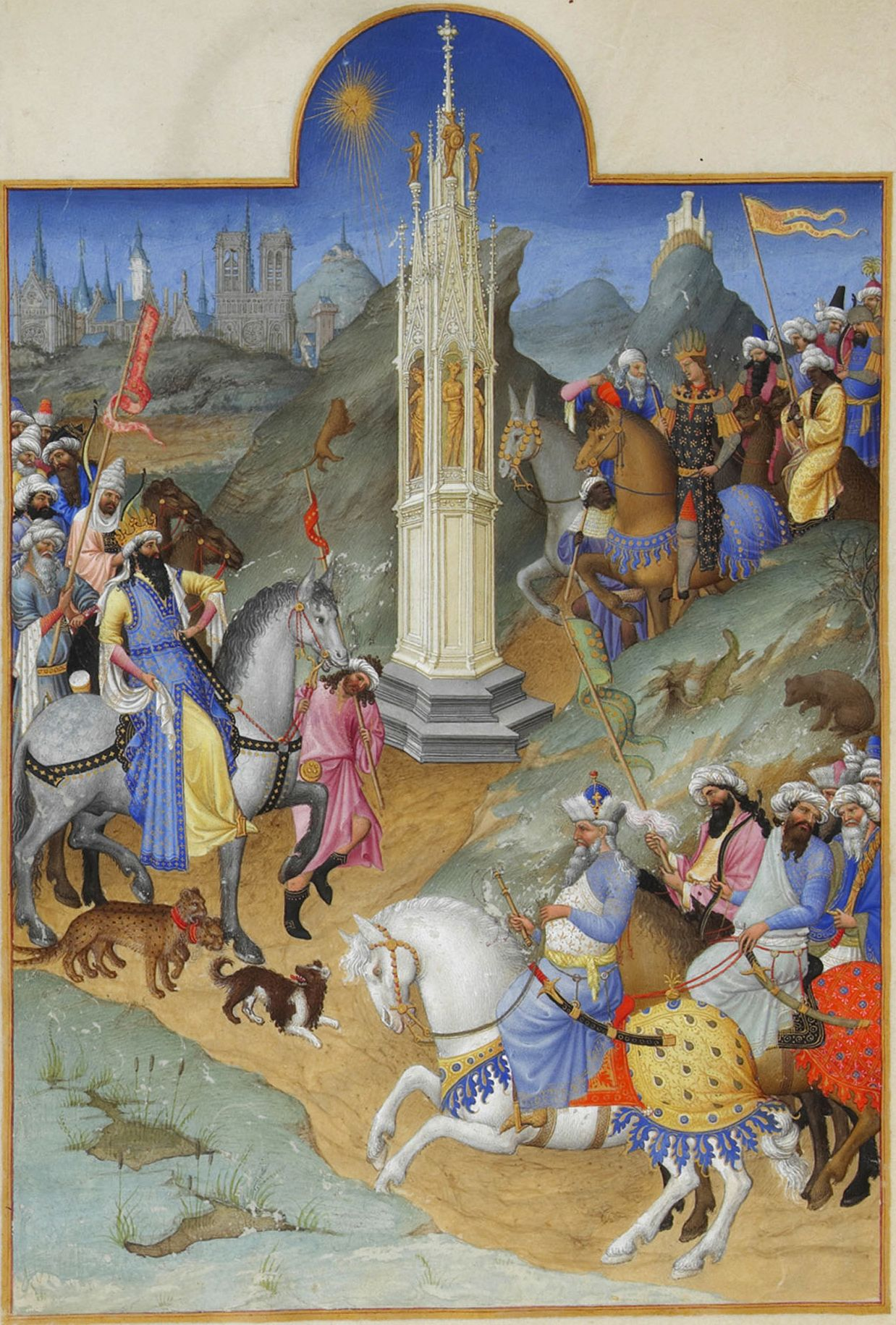
«Зустріч волхвів» з «Чудового часослову» братів Лімбургів, що походили з північних Нідерландів, але працювали у Франції.
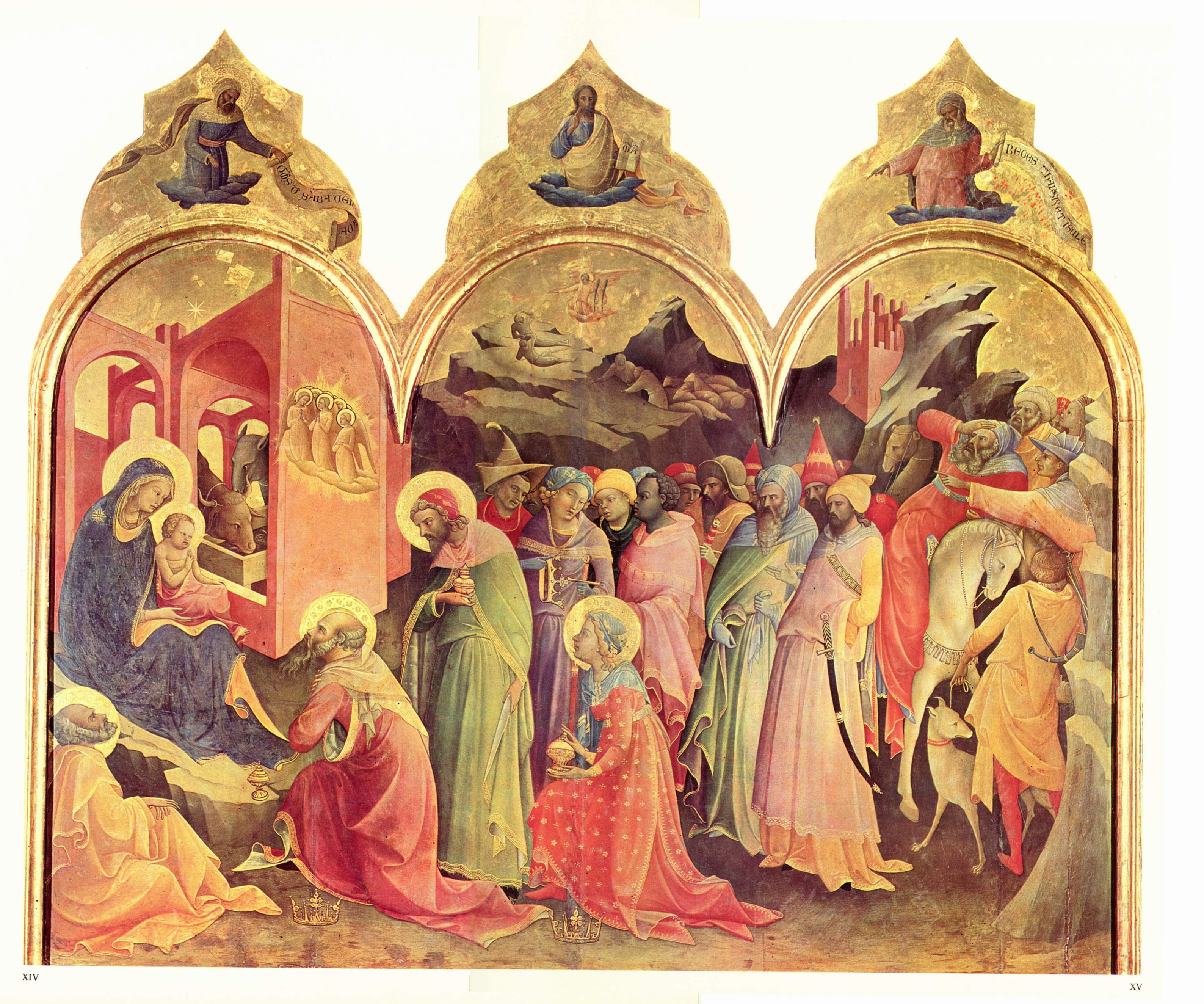
«Поклоніння волхвів», Лоренцо Монако, 1420—1422

## Галерея

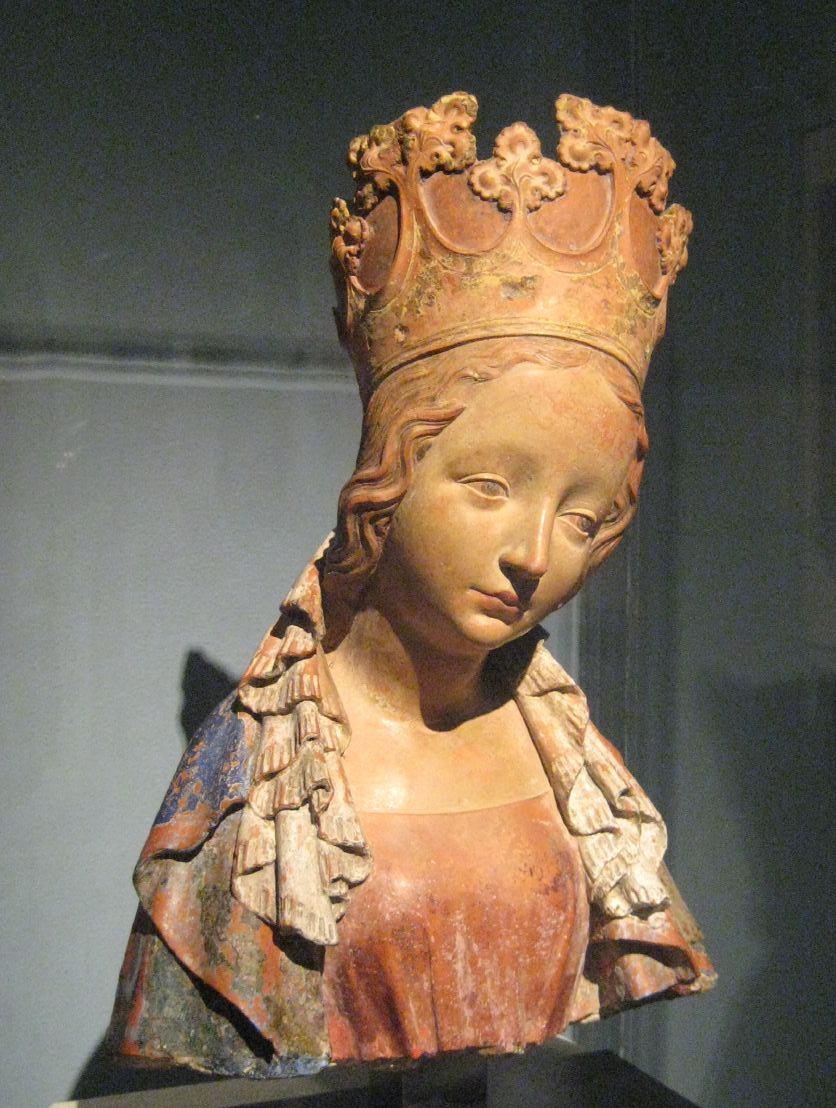
Погруддя Діви Марії, Богемія, бл. 1390-95, теракота з поліхромією.
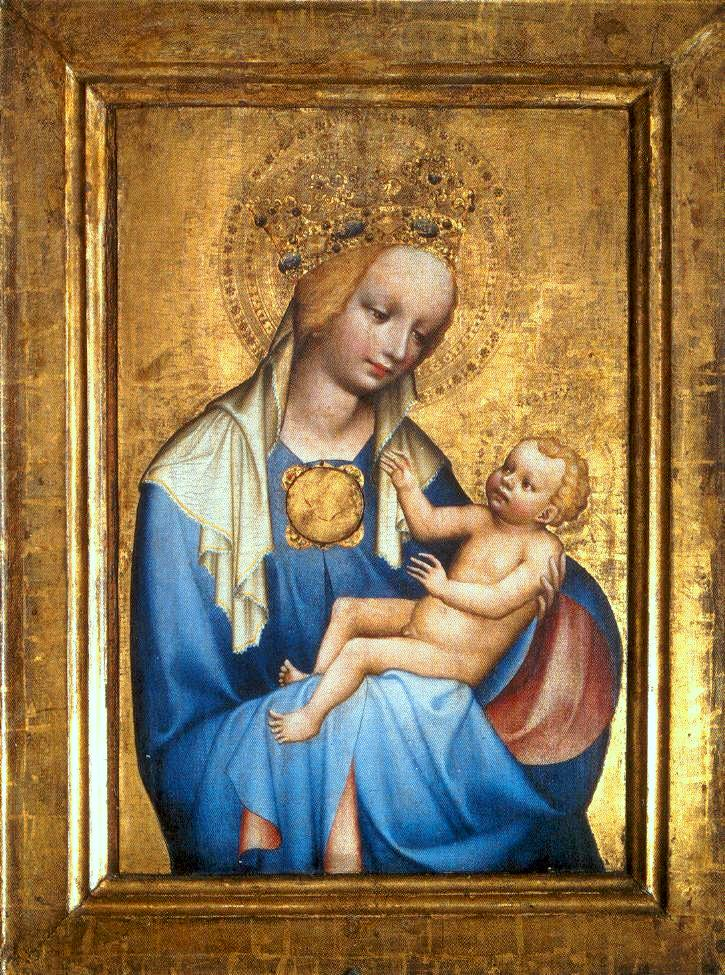
Рудницька Мадонна, бл. 1385-90, Майстер Тршебоньского вівтаря, Богемія.
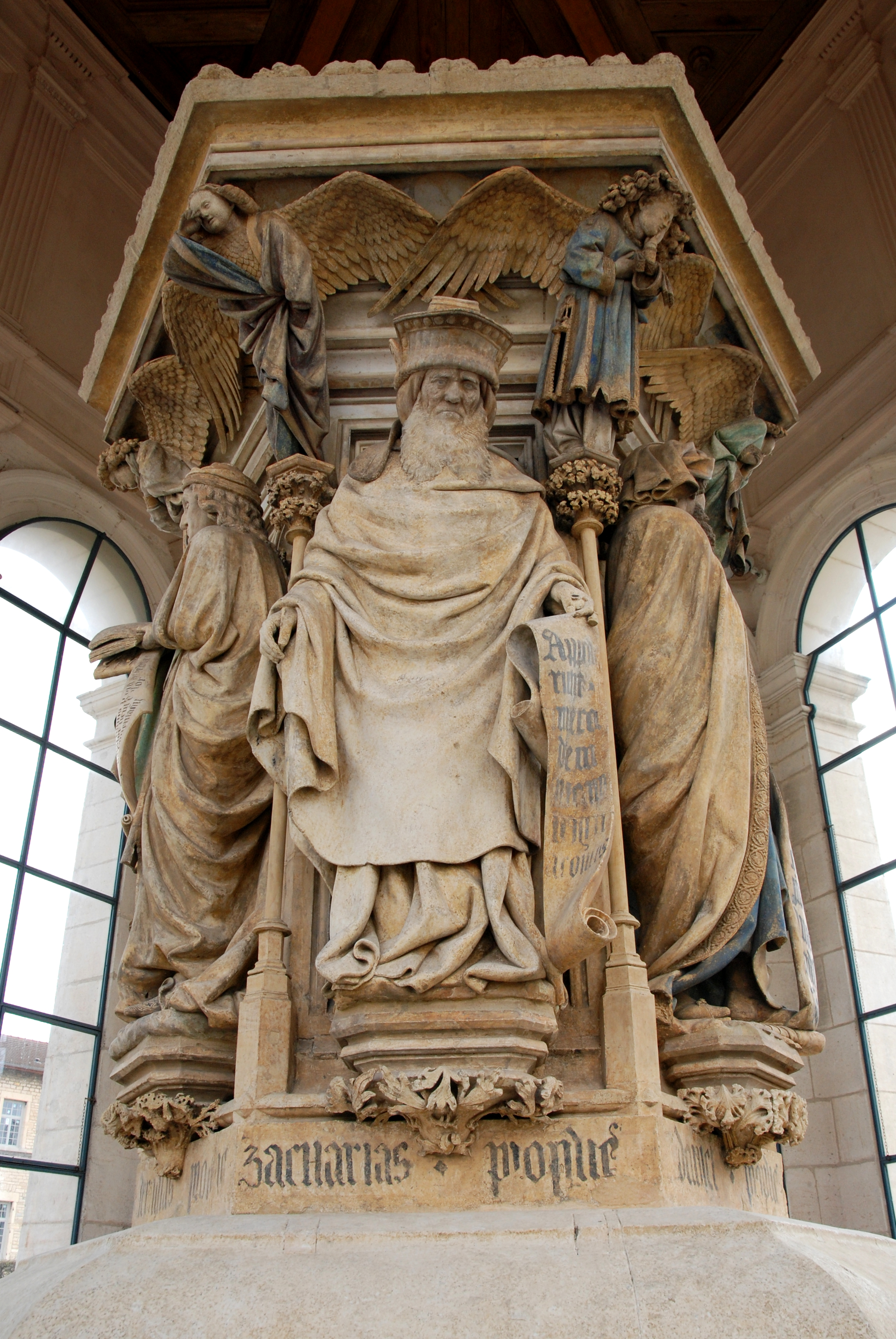
Колодязь Мойсея, бургундський скульптор Клаус Слютер 1395-1403
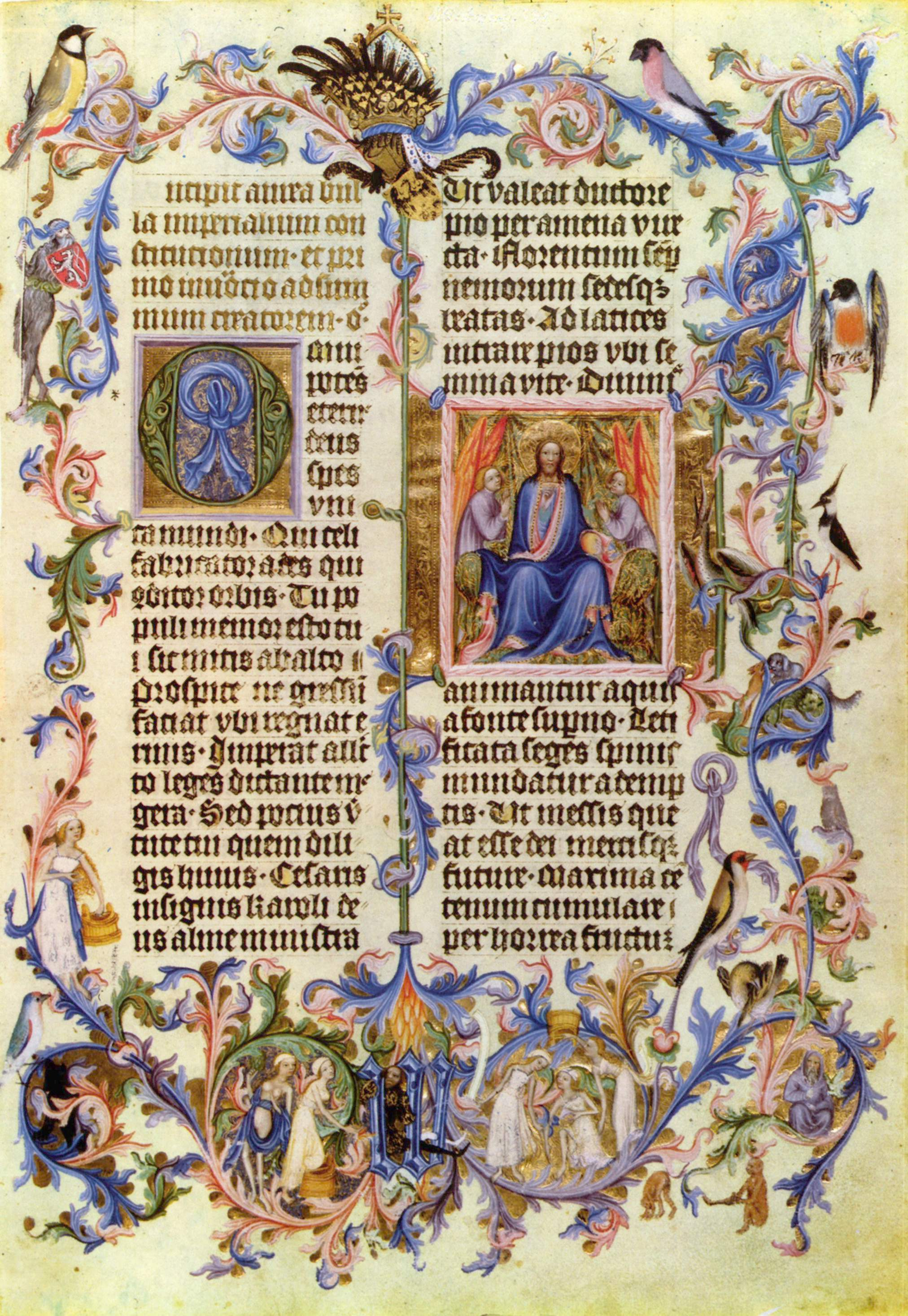
Золотий телець, ілюмінований манускрипт з Праги, бл. 1400
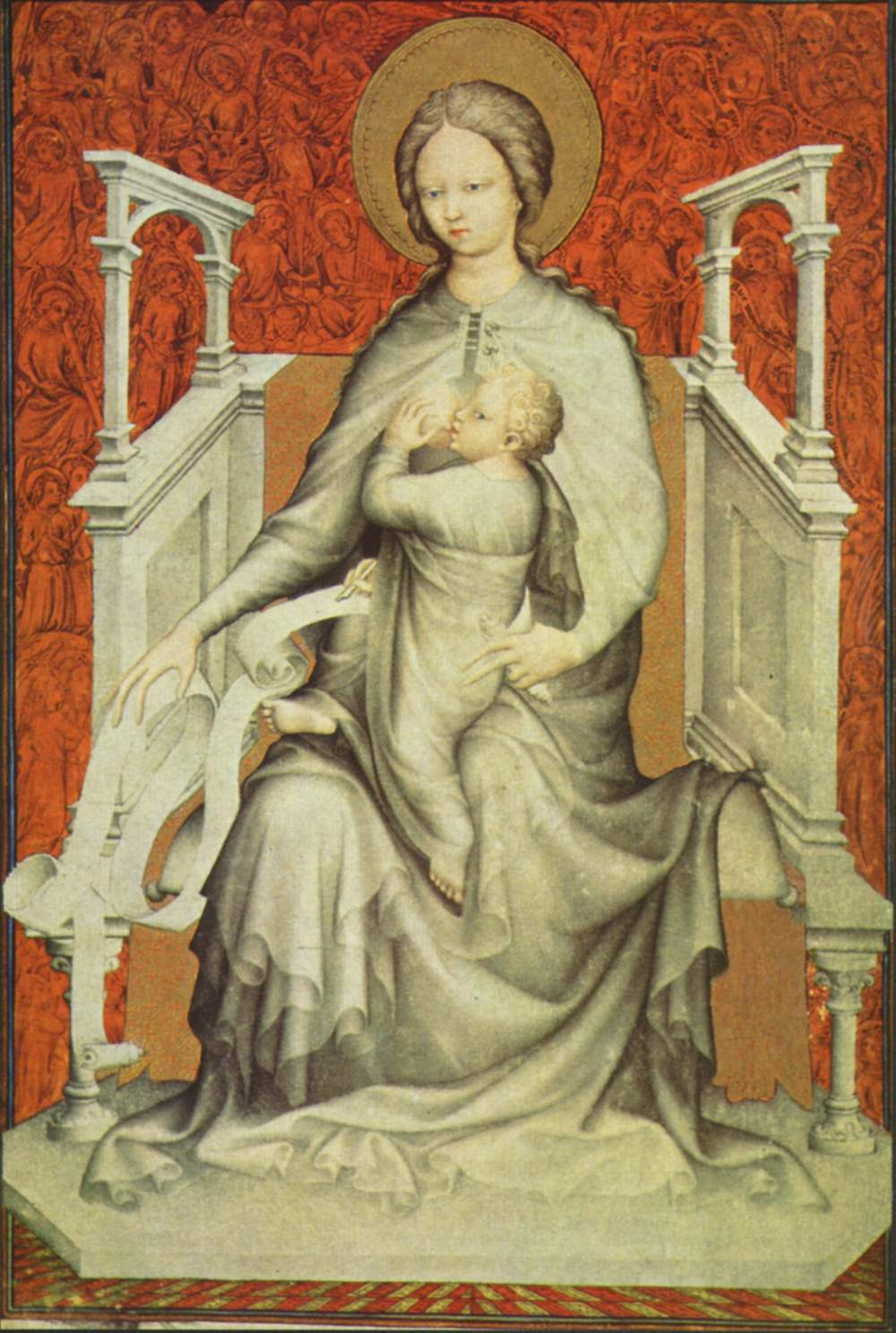
Діва Марія з Найпрекраснішого часослова герцога Беррійського, бл. 1402
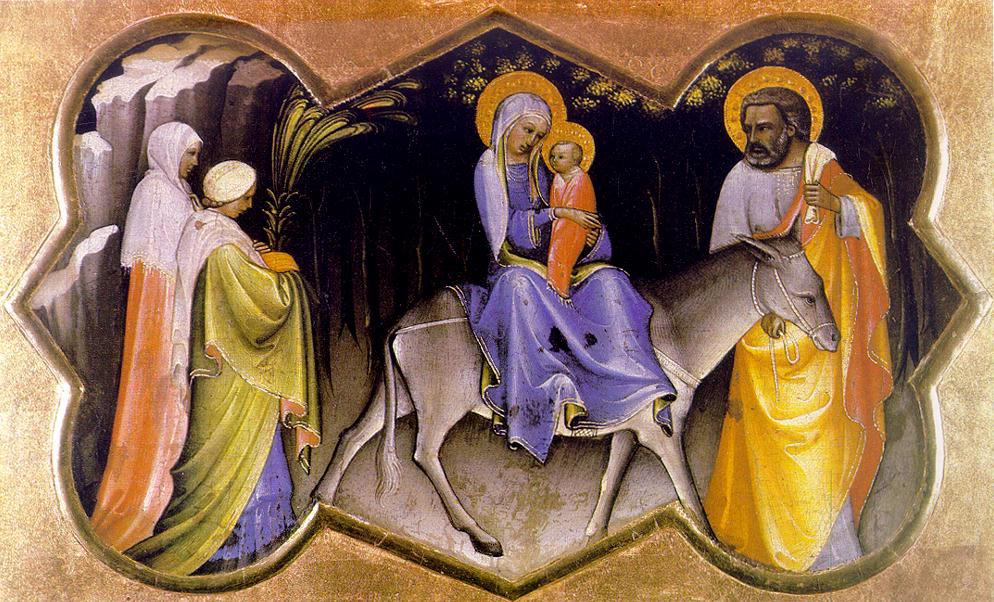
Втеча до Єгипту роботи Лоренцо Монако, бл. 1405
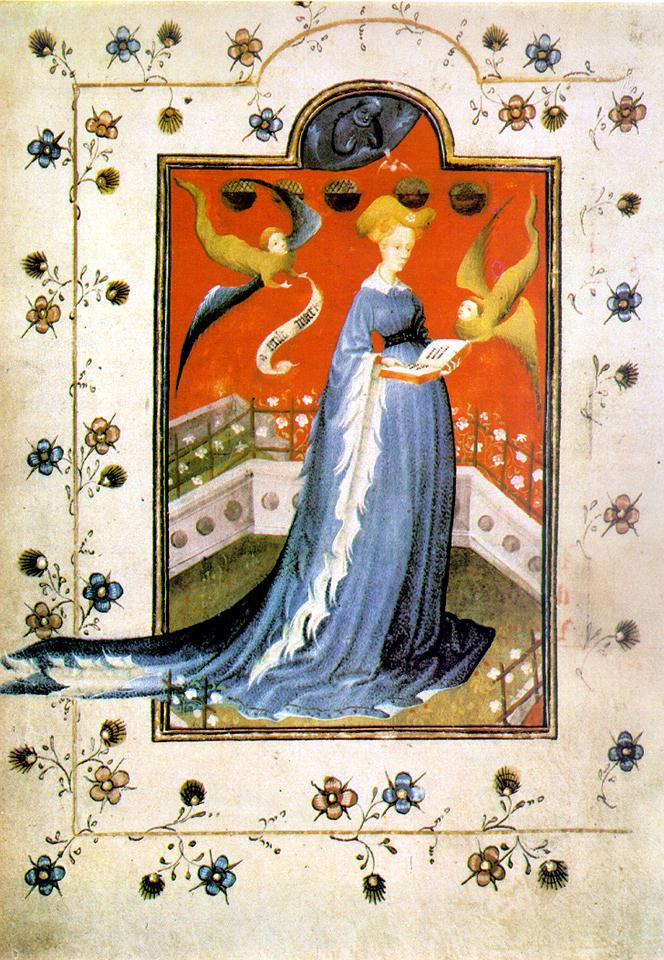
Марія де Гелдерн в образі Діви Марії, Голландія, 1415
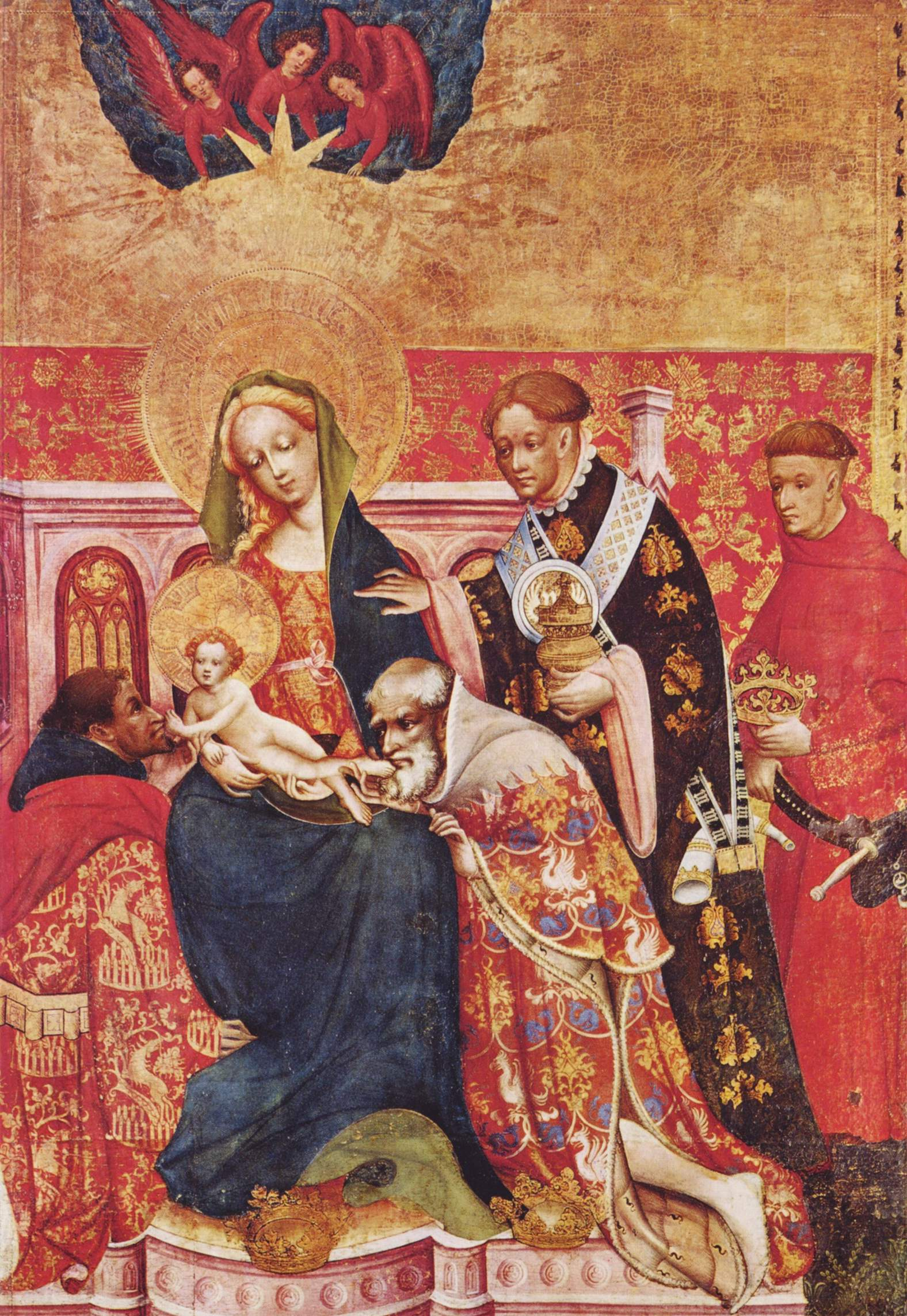
Поклоніння волхвів, Конрад фон Зост, Німеччина, бл. 1420
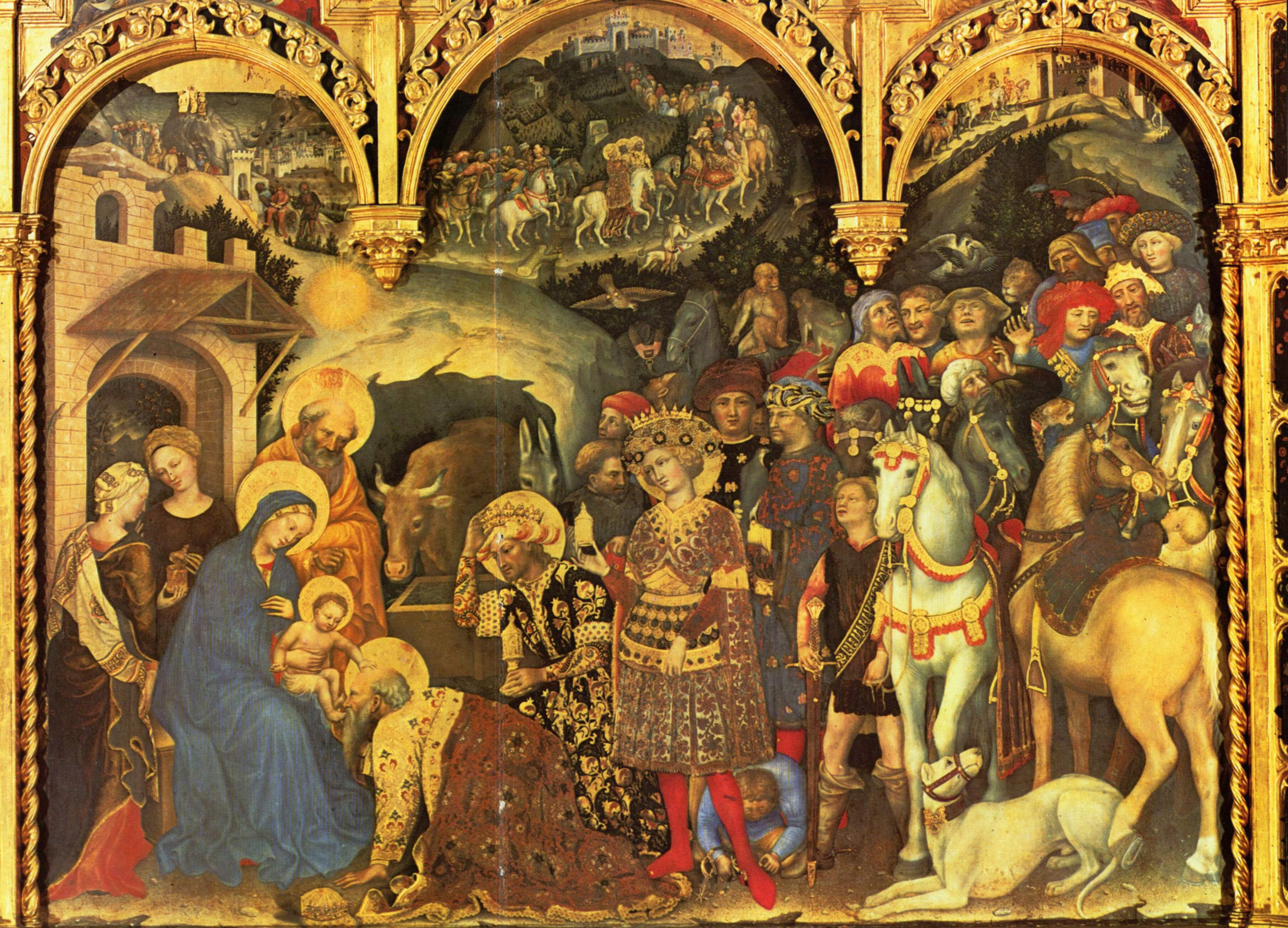
Поклоніння волхвів, Джентіле да Фабріано, 1423-1425
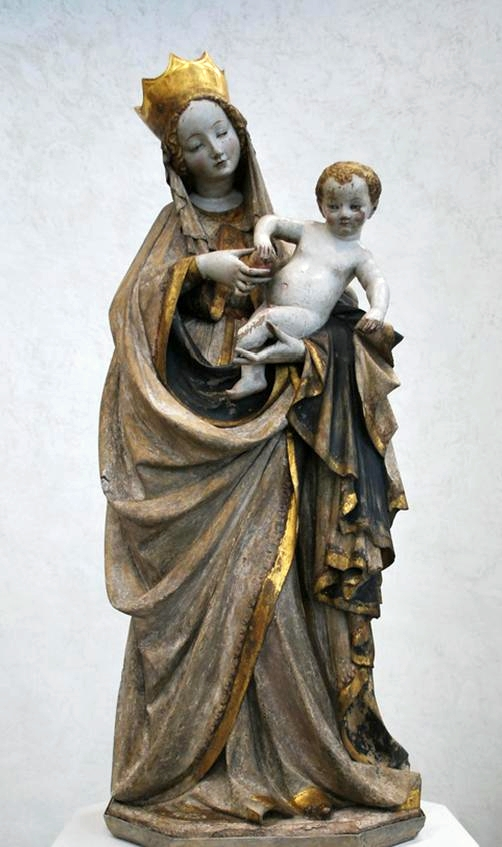
Вродлива Мадонна з Вроцлава, Варшава
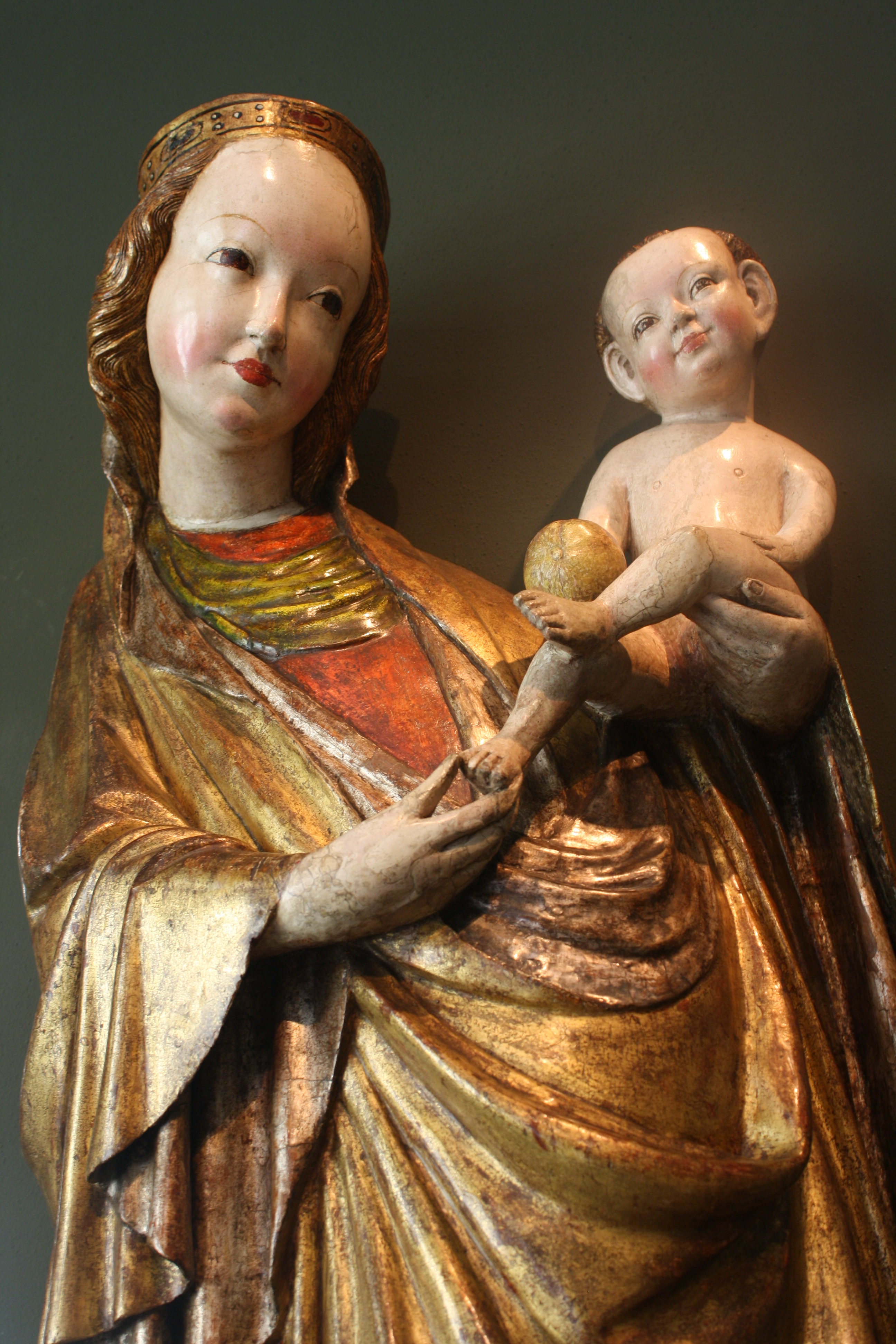
Вродлива Мадонна, Краків
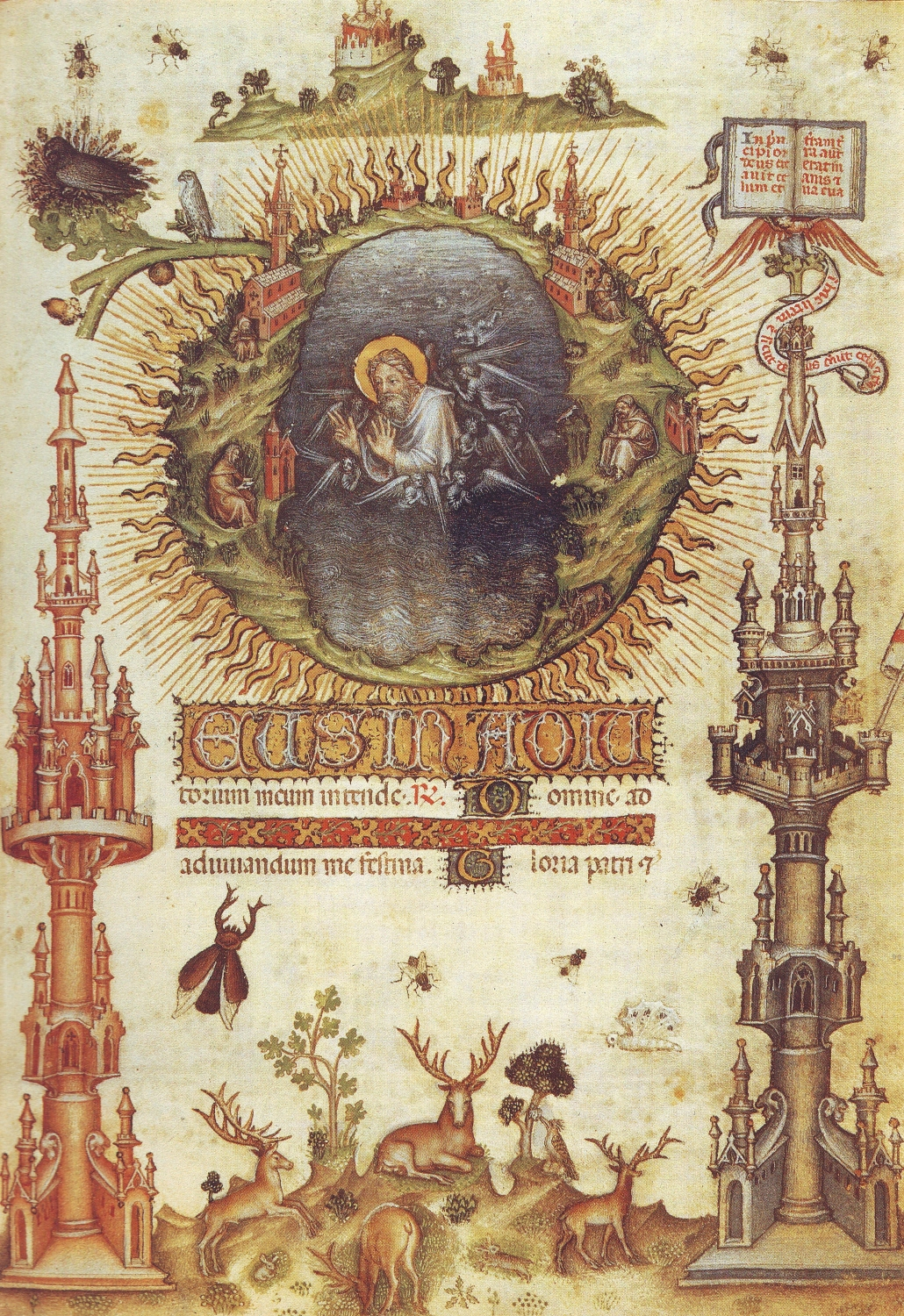
Сторінка з Часослова Джана Галеаццо Вісконті, Мілан